# كراج العلاوي
كراج علاوي الحلة هو محطة سيارات نقل ركاب في بغداد في صَوب الكرخ القديمة في شارع دمشق بين ساحة المتحف شمالاً وساحة دمشق جنوباً، يُعدّ كراج العلاوي إحدى أهم محطتي نقل ركاب بين بغداد ومدن العراق، الكراج في جانبين، الكراج الشمالي، شمال شارع دمشق عند محطة القطار في محلة 214 جنوب حي الشيخ معروف، والكراج الجنوبي جنوب شارع دمشق عند جامع ابن بنية الشهير، غرب حي الصالحية في محلة 220.

## وجهة الكراج
تنطلق سيارات الأجرة الكبيرة والصغيرة من كراج العلاوي إلى الحلة والديوانية والنجف وكربلاء وغيرها من مدن الفرات الاوسط.